# Elev militar
Elevul militar este elevul care studiază într-un liceu militar sau într-o școală de maiștri si subofițeri, unde primește o pregătire educațională și militară. Aceștia au grade onorifice, cu scopul de creare a unei ierarhii în cadrul școlilor militare, acestea fiind:
- Elev
- Elev-fruntaș
- Elev-caporal
- Elev-sergent
- Elev-sergent-major
- Elev-plutonier
- Elev-plutonier-major
- Elev-plutonier-adjutant

Tipul de instituție educațională pe care o urmează este simbolizat de un număr de dreptunghiuri egal cu numărul anului de studiu pentru elevi, elevi-fruntași și elevi-caporali și o dungă la baza gradului pentru gradele mai mari. Culorile sunt albastru pentru licee și galben pentru școlile de maiștri si subofițeri.
Aceștia beneficiază de o pregătire militară pe lângă pregătirea educațională, trăind într-un regim de internat, cu posibilitatea de a avea pemisii si învoiri la final de săptămână.
Aceștia își încheie calitatea de elev militar atunci când termină studiile școli militare, când sunt exmatriculați sau când devin inapți medical.